# Kuno von Eltz-Rübenach

Kuno Freiherr von Eltz-Rübenach

Wappenschild des Freiherrengeschlechts derer von Eltz-Rübenach

Kuno Heinrich Franziskus Maria Hubertus Reichsfreiherr und Edler Herr von und zu Eltz-Rübenach (* 20. November 1904 auf Schloss Wahn; † 30. Januar 1945 in Várpalota, Ungarn) war Reichstagsabgeordneter der NSDAP und SS-Brigadeführer.

## Herkunft und Ausbildung
Kuno Freiherr von Eltz-Rübenach wurde als Sohn von Clemens  	
von und zu Eltz-Rübenach geboren. Er legte nach dem Besuch der Grundschule und des humanistischen Gymnasiums in Bedburg 1923 sein Abitur ab. Von 1924 bis 1929 studierte er mit Unterbrechungen und ohne Studienabschluss Kunstgeschichte, Philosophie sowie Volks- und Landwirtschaft an den Universitäten Rostock, München, Berlin, Marburg und Bonn. Zwischen 1926 und Oktober 1927 wurde Eltz-Rübenach an der Sportflugschule Stettin und an der Verkehrsfliegerschule Schleißheim zum Flugzeugführer ausgebildet. Ab 1929 absolvierte er eine Ausbildung in der landwirtschaftlichen Gutsverwaltung. 1932 übernahm Eltz-Rübenach die Familiengüter in Wahn, Merheim, Rübenach und Kühlseggen.

## Nationalsozialistischer Politiker
Während des Studiums in Marburg war Eltz-Rübenach zum 1. Juli 1928 in die NSDAP eingetreten (Mitgliedsnummer 92.775). Zwischen August 1928 und September 1929 war er zudem als Sturmführer Mitglied der SA. Gleichzeitig war er im Nationalsozialistischen Deutscher Studentenbund (NSDStB) als Studentenbundleiter in Marburg und Bonn sowie als NSDStB-Gauführer im Gau Hessen-Nassau-Nord aktiv. Zwischen 1929 und 1932 führte Eltz-Rübenach die NSDAP-Ortsgruppe Bonn-Stadt; um 1931 war er zudem Bezirksleiter für den Kreis Bonn-Land. 
Zwischen dem 24. April 1932 und dem 14. Oktober 1933 war Eltz-Rübenach Mitglied des Preußischen Landtages; nach der Machtergreifung der Nationalsozialisten erhielt er im November 1933 ein Mandat im Reichstag. Zudem war er von 1933 bis 1942 Erster Beigeordneter der Gemeinde Porz.
Bereits ab 1930 betätigte sich Eltz-Rübenach als Agrarpolitiker der NSDAP im Rheinland und hatte dabei eine Vielzahl von Ämtern inne: Ab 1931 war er der landwirtschaftliche Gaufachberater im Gau Köln-Aachen von Gauleiter Joseph Grohé. Am 21. Juli 1933 wurde er Landesbauernführer der Landesbauernschaft Rheinland und damit der regionale Vertreter des Reichsbauernführers Richard Walther Darré. Am gleichen Tag übernahm er die Leitung des Gauamtes für Agrarpolitik. Eltz-Rübenach wurde 1933 Mitglied des Deutschen Reichsbauernrates; dann ab April 1941 des Reichsbeirates für Ernährung und Landwirtschaft. Von September 1939 bis 1943 leitete er das Ernährungsamt der Rheinprovinz.
Am 8. Juni 1936 trat Eltz-Rübenach in die SS im Rang eines SS-Obersturmbannführers ein (SS-Nummer 276.592). Ab dem 30. Januar 1937 im Rang eines SS-Standartenführers, wurde am 26. November 1937 aus unbekannten Gründen ein Ehrenverfahren gegen Eltz-Rübenach vor dem „Großen Schiedshof des Reichsführers-SS“ eingeleitet. Am 22. März 1938 wurde das Verfahren eingestellt. 1939 erklärte Eltz-Rübenach seinen Austritt aus der katholischen Kirche.

## Zweiter Weltkrieg
Während des Zweiten Weltkrieges wurde Eltz-Rübenach am 13. November 1939 zur SS-Standarte „Germania“, einem Teil der im Entstehen begriffenen Waffen-SS, einberufen. Diese Standarte wurde wenig später in die SS-Division Totenkopf eingegliedert. Zunächst SS-Oberscharführer der Reserve, dann ab 12. April 1940 im Rang eines SS-Untersturmführers der Reserve, nahm er zunächst am Westfeldzug in einer Infanterie-Geschützkompanie der SS-Division Totenkopf teil, wurde am 8. Juni 1940 aus der Waffen-SS entlassen und zwei Tage später zum Obersturmführer der Waffen-SS befördert.
Heinrich Himmler als Reichsführer der SS schlug am 28. Februar 1943 in einem Schreiben an Martin Bormann Eltz-Rübenach für eine spätere Verwendung als Gauleiter vor. Dazu kam es nicht mehr: Von Oktober 1943 bis Januar 1944 war Eltz-Rübenach Militärverwaltungschef und Leiter der Abteilung Ernährung und Landwirtschaft beim Bevollmächtigten General der Deutschen Wehrmacht in Italien Wolff. Am 8. November 1943 wurde Eltz-Rübenach in der Allgemeinen SS zum SS-Brigadeführer und gleichzeitig rückwirkend zum 9. November 1942 zum SS-Oberführer befördert. Am 1. März 1944 wurde er erneut zur Waffen-SS einberufen; ab dem 10. Mai 1944 kehrte er als Zugführer der Sturmgeschütz-Abteilung in die 3. SS-Panzer-Division „Totenkopf“ zurück. Nachfolgend nahm er an Kämpfen in der Sowjetunion, an der Operation Bagration in Polen und schließlich in Ungarn an der Schlacht um Budapest teil. 
Eltz-Rübenach starb in der Endphase des Zweiten Weltkrieges bei den Kämpfen in Ungarn gegen die Rote Armee.